# Mundochthonius sandersoni
Mundochthonius sandersoni är en spindeldjursart som beskrevs av Clarence Clayton Hoff 1949. Mundochthonius sandersoni ingår i släktet Mundochthonius och familjen käkklokrypare. Inga underarter finns listade i Catalogue of Life.